# Gusow-Platkow
Gusow-Platkow är en kommun i Landkreis Märkisch-Oderland i förbundslandet Brandenburg i Tyskland.
Kommunen bildades den 31 december 1997 genom en sammanslagning av de tidigare kommunerna Gusow och Platkow.
Kommunen ingår i förvaltningsgemenskapen Amt Neuhardenberg.